# Naturschutzgebiet Auf der Wiemecke

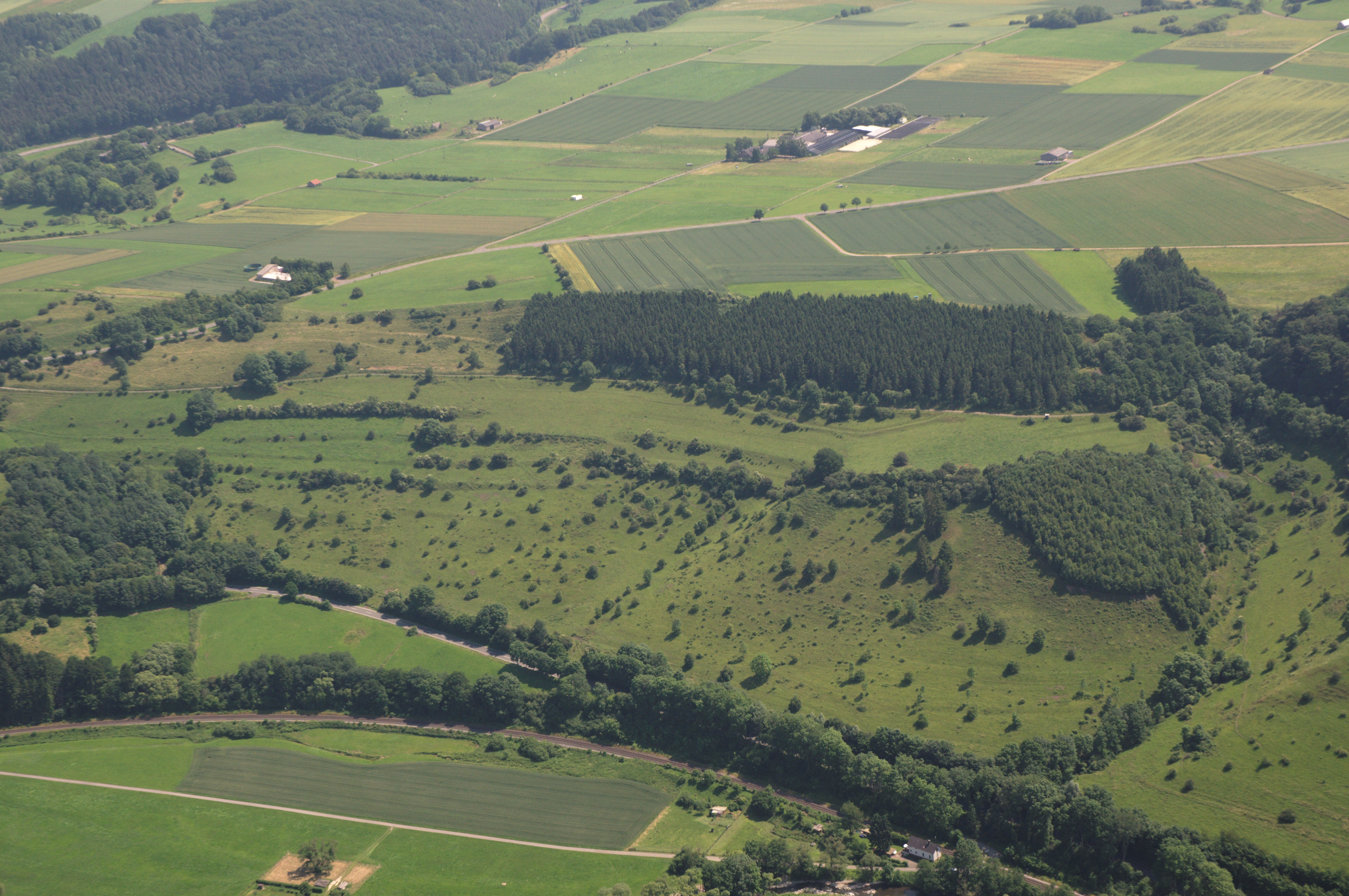
Naturschutzgebiet Auf der Wiemecke aus Nordwesten

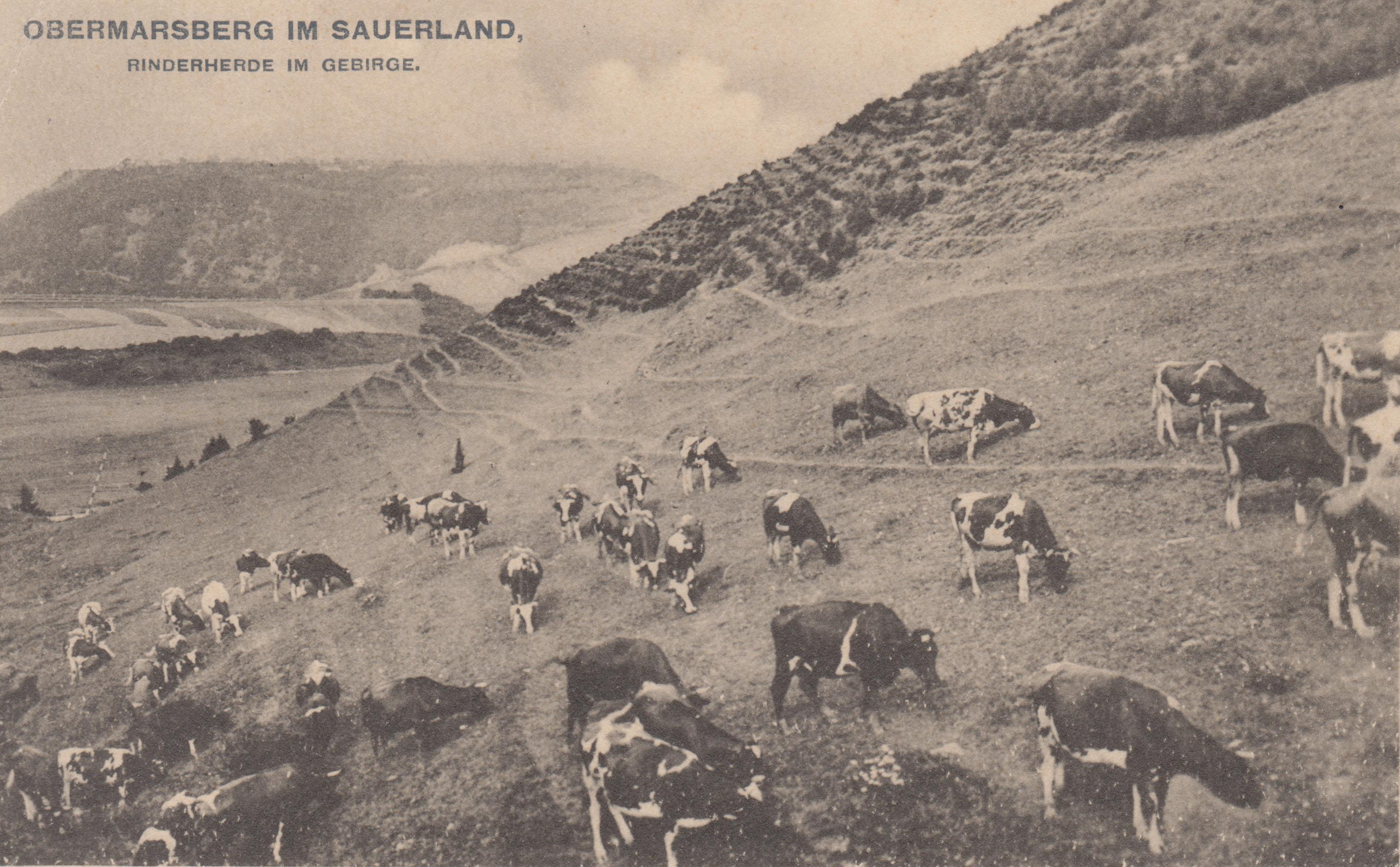
Ansichtskarte aus dem Jahr 1910

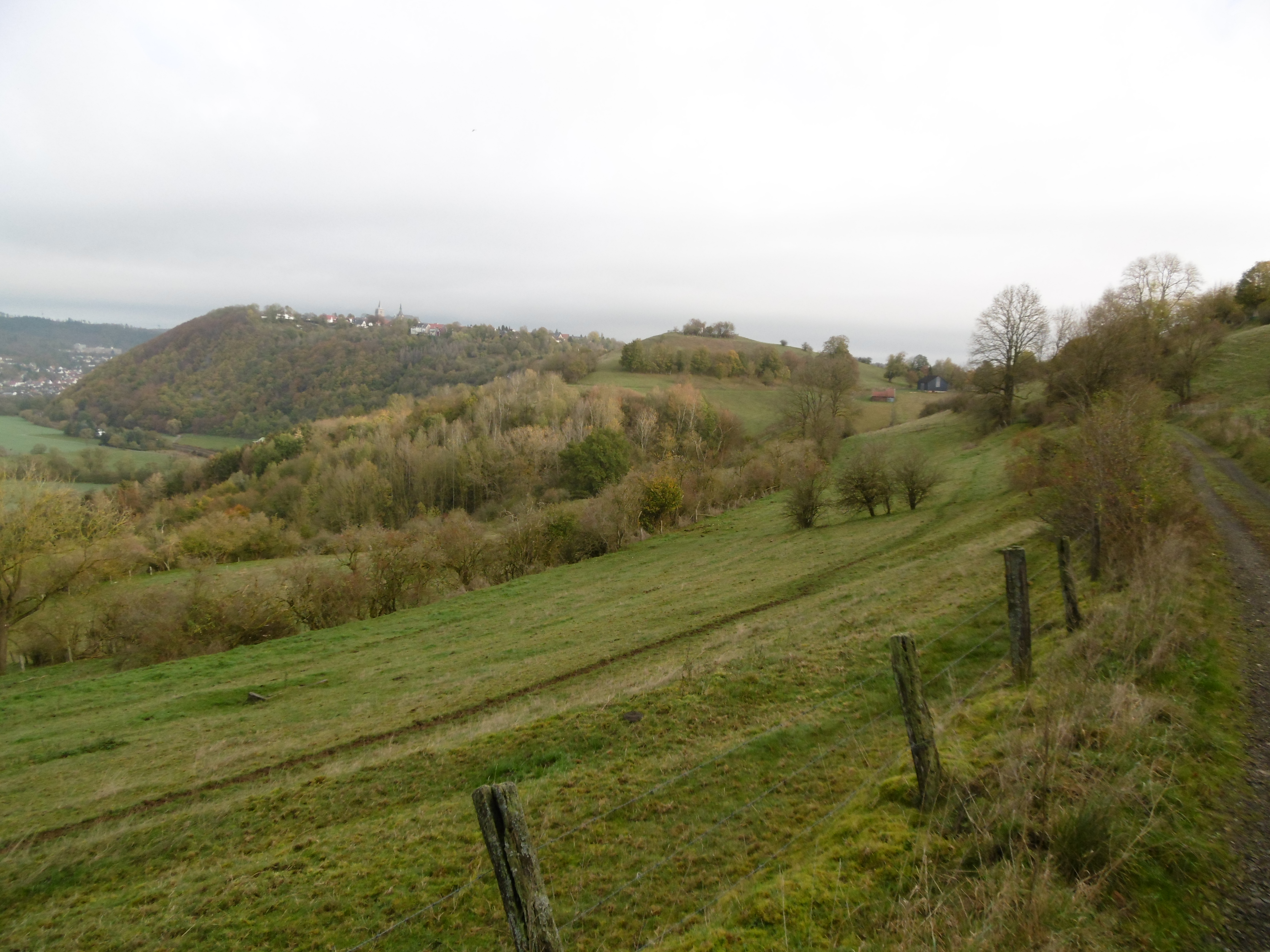
Blick von Westen

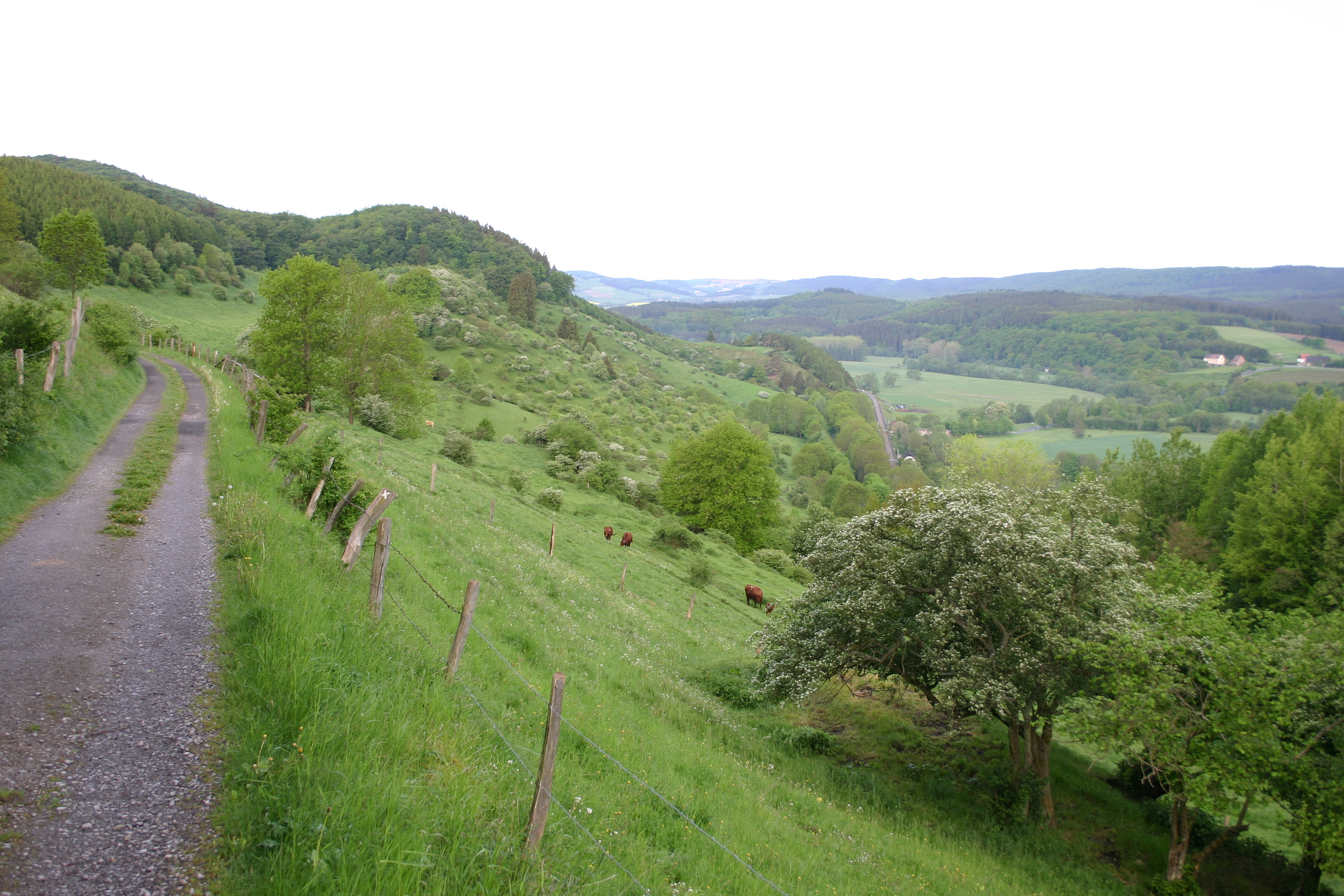
Blick nach Westen

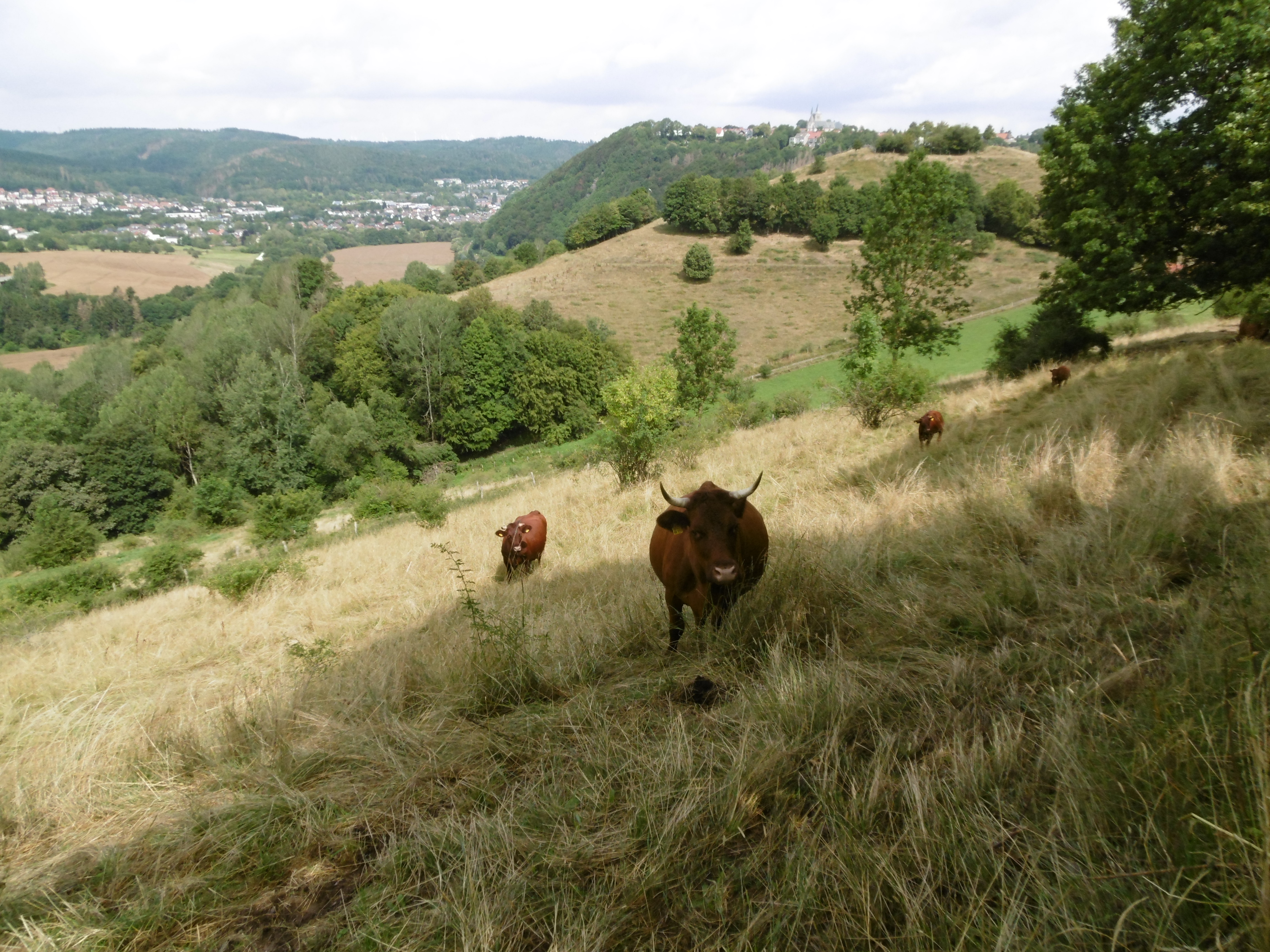
Rotes Höhenvieh im NSG

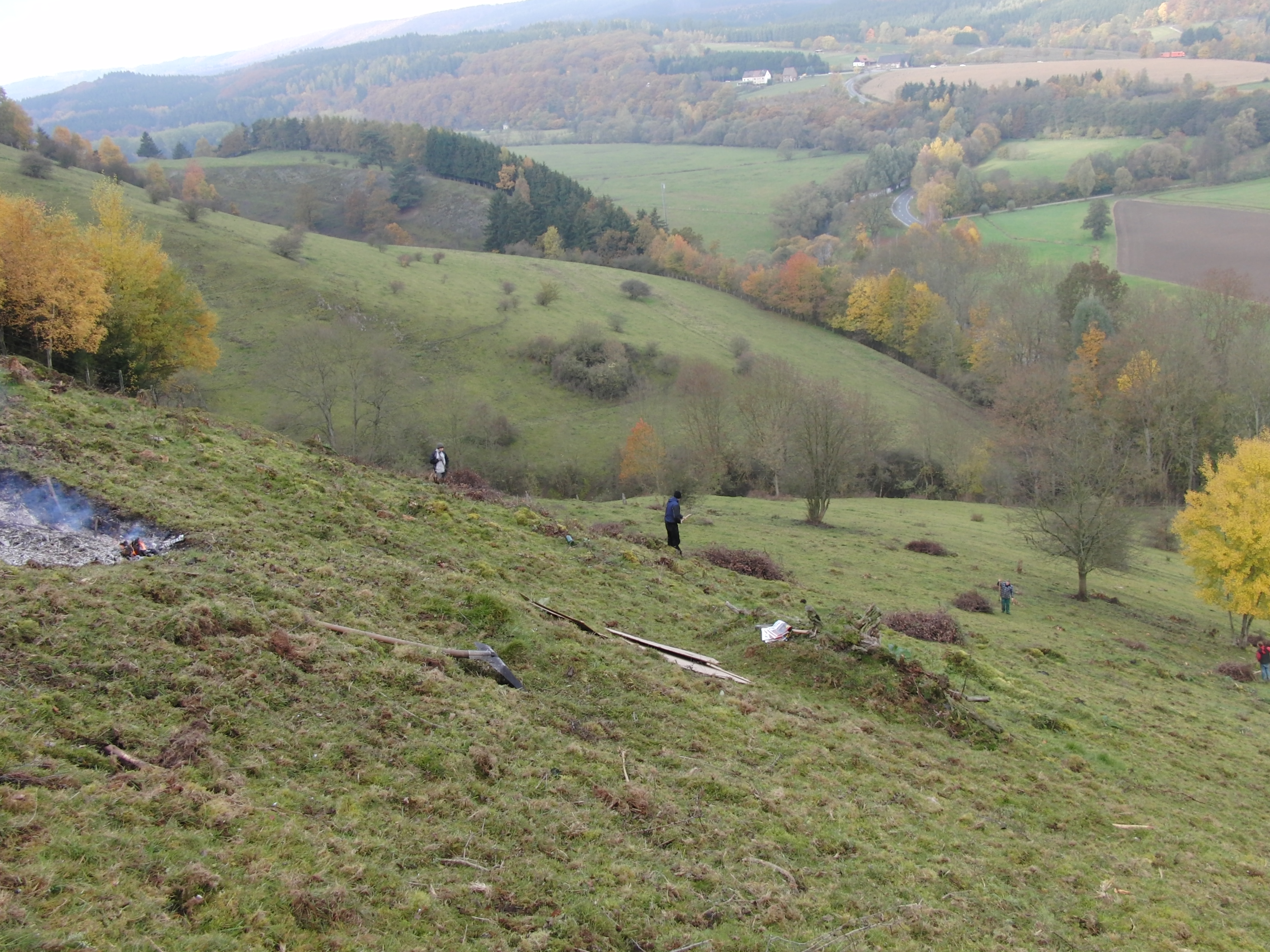
Bei Arbeitseinsatz wird mit Freischneider abgemähter Gehölzaufwuchs abgeharkt und verbrannt

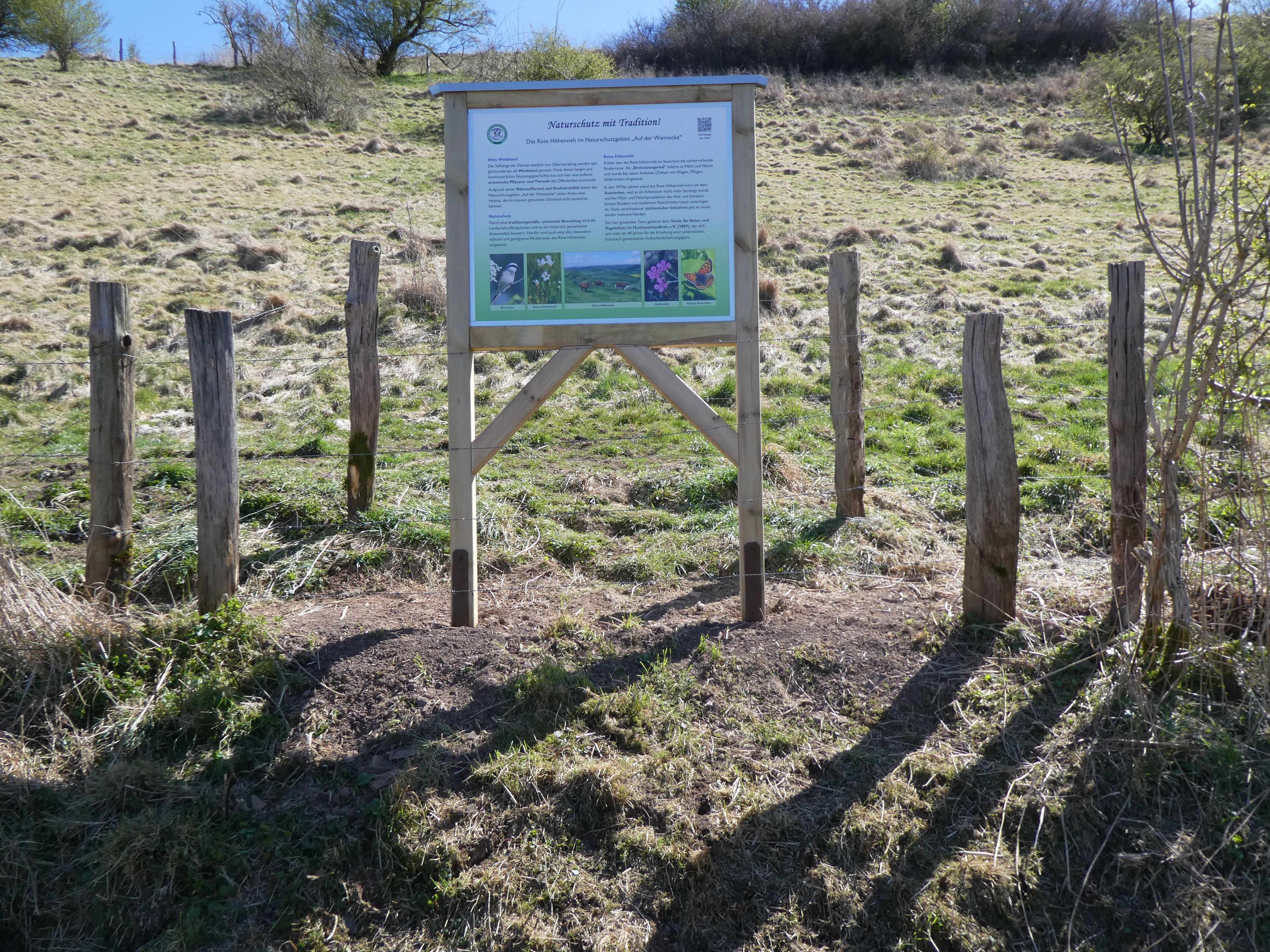
Infoschild vom Verein für Natur- und Vogelschutz im Hochsauerlandkreis

Das Naturschutzgebiet Auf der Wiemecke mit einer Größe von 51,58 ha liegt südwestlich von Obermarsberg im Stadtgebiet von Marsberg im Hochsauerlandkreis. Das Naturschutzgebiet (NSG) wurde 1989 von der Bezirksregierung Arnsberg per Verordnung erstmals ausgewiesen, 2008 erfolgte mit dem Landschaftsplan Marsberg eine erneute Ausweisung. Nördlich vom NSG liegt das Naturschutzgebiet Unteres Diemeltal und das Naturschutzgebiet Hagen / Königsseite. Östlich des NSG liegt das Naturschutzgebiet Galgenberg / Auf dem Glindschen Grund. Das NSG ist von den drei Naturschutzgebieten nur durch die K 65 getrennt. Auch der Sportplatz von  Obermarsberg grenzt östlich direkt an. Westlich bzw. südwestlich liegen Teile des Landschaftsschutzgebiet Bredelarer Kammer / Fürstenberger Wald und südlich das Landschaftsschutzgebiet Freiflächen um Giershagen. Das NSG stellt eine Teilfläche des Fauna-Flora-Habitat-Gebietes (FFH) Gewässersystem Diemel und Hoppecke (Natura 2000-Nr. DE-4617-302) im Europäischen Schutzgebietssystem nach Natura 2000 mit 588 ha Größe dar. Das NSG gehört seit 2023 auch zum Vogelschutzgebiet Diemel- und Hoppecketal mit angrenzenden Wäldern.

## Beschreibung
Beim NSG handelt es sich um die Nord- bis Nordwesthänge zum Diemeltal der Berge Wiemecke und Calvarienberg. Es ist der Prallhang der Diemel. Die Hänge werden durch drei Täler gegliedert. Das NSG besteht aus teils arten- bis sehr artenreichen Grünlandbereichen mit Magergrünland und teilweise Magerrasen mit einer Vielzahl unterschiedlicher Magerkeitszeiger mit zahlreichen Gehölzstrukturen. Im Südostteil des NSG liegen im terrassierten Gelände auch Fettweiden. Östlich des Calvarienberges liegen zwei kleine Glatthaferwiesen. Bei den Gehölzstrukturen im Schutzgebiet handelt es sich um Einzelsträucher und Strauchgruppen, vor allem Weißdorn, im Südostteil auch durch Heckenstrukturen sowie alte Einzelbäume und Baumgruppen. Im Westen gibt es kleinflächig Silikatfelskuppen, wobei der höchste Fels etwa 4 m hoch ist. Im Westen entspringen in Talmulden zwei naturnahe Quellbäche, die in schotterigen Betten der Diemel zufließen. Der östliche Bachlauf wird kleinflächig von Nassweiden gesäumt. Daneben kommen drei weitere Quellaustritte vor, von denen einer in einer Viehtränke gefasst ist. Im Nordwesten befindet sich eine kleine, ungenutzte Calluna-Blaubeerheide und der Eingang eines Bergwerksstollens. Auf der Bergkuppe des Calvarienberges steht eine alte Kapelle. 
Es brüten in den Hecken Arten wie Dorngrasmücke, Goldammer und Neuntöter. Im NSG gibt es auch zwei Laubwaldbereiche.
Das Gebiet wurde früher als Gemeindeweide (Allmende) von Obermarsberg zur Rinderbeweidung genutzt. Für das Jahr 1572 lässt sich eine Nutzung als Hude für Schafe, Ziegen, Rinder, Pferde und Esel nachweisen.
Das Grünland wird extensiv mit Rindern beweidet. Im NSG beweidet u. a. der Verein für Natur- und Vogelschutz im Hochsauerlandkreis mit Rotem Höhenvieh Flächen die der Verein ankaufte.

## Pflanzen- und Tierarten im NSG
Das Landesamt für Natur, Umwelt und Verbraucherschutz Nordrhein-Westfalen dokumentierte im Schutzgebiet Pflanzenarten wie Acker-Hornkraut, Acker-Witwenblume, Breitblättriger Thymian, Bach-Quellkraut, Bachbunge, Berg-Platterbse, Besenheide, Blasenflechte, Blutwurz, Dornige Hauhechel, Dreizahn, Echte Schlüsselblume, Echtes Johanniskraut, Echtes Labkraut, Frühlings-Fingerkraut, Frühlings-Hungerblümchen, Färber-Ginster, Gamander-Ehrenpreis, Gegenblättriges Milzkraut, Gelbes Sonnenröschen, Gewöhnliche Kreuzblume, Gewöhnlicher Tüpfelfarn, Gewöhnliches Ferkelkraut, Gras-Sternmiere, Gänseblümchen, Haar-Ginster, Hain-Sternmiere, Harzer Labkraut, Heide-Nelke, Heidelbeere, Hunds-Veilchen, Kleine Bibernelle, Kleine Braunelle, Kleiner Baldrian, Kleiner Wiesenknopf, Kleines Habichtskraut, Kletten-Labkraut, Knackelbeere, Knolliger Hahnenfuß, Kriechender Hahnenfuß, Kuckucks-Lichtnelke, Körner-Steinbrech, Magerwiesen-Margerite, Mittlerer Wegerich, Nacktstängeliger Bauernsenf, Nordischer Streifenfarn, Quellen-Hornkraut, Quell-Sternmiere, Roter Fingerhut, Rundblättrige Glockenblume, Salbei-Gamander, Scharfer Hahnenfuß, Spitzlappiger Frauenmantel, Spitz-Wegerich, Sumpf-Dotterblume, Sumpf-Labkraut, Sumpf-Vergissmeinnicht, Teufelsabbiss, Vogel-Wicke, Wald-Ehrenpreis, Waldmeister, Wechselblättriges Milzkraut, Weißes Labkraut, Wiesen-Bärenklau, Wiesen-Flockenblume, Wiesen-Platterbse, Wiesen-Storchschnabel und Zaun-Wicke.
Als Brutvögel kommen Baumpieper, Goldammer und Neuntöter vor. Auch Zauneidechse und Schlingnatter kommen vor.

## Schutzzweck des Naturschutzgebietes
- Das NSG wurde zur Erhaltung eines struktur- und artenreichen Biotopkomplexes des Diemel-Prallhanges mit zahlreichen Gebüschen ausgewiesen.
- Zur Erhaltung und Weiterentwicklung des Magergrünlandes im NSG als Teil des Magerrasen-Biotop-Verbundsystems im Landschaftsplangebiet.
- Zum Schutz der artenreichen und teilweise gefährdeten Flora und Fauna des Gebietes.
- Zur Erhaltung der besonderen Eigenart und hervorragenden Schönheit des landschaftsbildprägenden Diemel-Prallhanges.
- Zum Schutz der bergbaulichen Relikte im NSG aus landeskundlichen Gründen.
- Zur Sicherung der Kohärenz und Umsetzung des europäischen Schutzgebietssystems „Natura 2000“.

## Wert des Schutzgebietes
Das Biotopkataster Nordrhein-Westfalen vom Landesamt für Natur, Umwelt und Verbraucherschutz Nordrhein-Westfalen führt zum Wert aus: „Das NSG Auf der Wiemecke ist ein herausragender Kulturlandschaftsbiotop. Neben seinem hohen Anteil an landesweit bedrohten Magergrünlandbiotopen sowie dem Vorkommen zahlreicher gefährdeter Pflanzenarten ist die Strukturvielfalt des Gebietes besonders hervorzuheben. Einzelne Quellbäche sowie Felsbiotope erhöhen die Wertigkeit. Das NSG ist als Teil des FFH-Gebietes "Gewässersystem Diemel und Hoppecke" von internationaler Bedeutung. Er ist unverzichtbarer Bestandteil des Biotopverbundsytems von strukturreichen Extensivgrünlandkomplexen mit einem hohen Anteil an artenreichen Borstgrasrasen und Magerweiden.“